# Paratrichia spicata
Paratrichia spicata är en tvåvingeart som beskrevs av Kelsey 1975. Paratrichia spicata ingår i släktet Paratrichia och familjen fönsterflugor.
Artens utbredningsområde är Western Australia. Inga underarter finns listade i Catalogue of Life.